# Toll (folyóirat)
A Toll Temesváron 1920–1939 között megjelent lap, alcíme szerint „Brázay Emil irodalmi, művészeti, társadalmi és kritikai hetilapja”.

## Működése, tartalma
Kiadóként a szintén Brázay vezette Pán Irodalmi és Lapkiadó Vállalat szerepel. Elődje az 1919 november–decemberében megjelent Pán, számtalan címváltozata közül a legtartósabbak: Forum (1921), Tribün, Toll és Tőr, Toll és Tinta, Tollszár, Tollseprű, Új Pán (1922. október–november). A gyakori címváltoztatás magyarázata a lap sorozatos elkobzása volt (amely ellen a szerkesztő 1922 februárjában kiadott Ohó c. röpiratával tiltakozott), s az, hogy az érvényben lévő sajtórendelkezések szerint amennyiben két lapszám között 30 napot meghaladó idő telik el, azokat röpiratnak kell tekinteni, amelyeknek a megjelentetéséhez nem kell hatósági engedély.
A Bánságból kikerült törzsmunkatársai: Damó Jenő, Endre Károly, Fekete Tivadar, Franyó Zoltán, Győri Illés István, Pajzs Elemér, Schiff Béla, Szilágyi András, Szuhanek Oszkár. Újraközlésben jelentek meg a lapban Ambrus Zoltán, Balázs Béla, Bródy Sándor, Cholnoky Viktor, Darvas József, Gábor Andor, Harsányi Zsolt, Heltai Jenő, Herczeg Ferenc, Ignotus, Juhász Gyula, Karinthy Frigyes, Kodolányi János, Kosztolányi Dezső, Lengyel Menyhért, Márai Sándor, Molnár Ferenc, Móra Ferenc, Móricz Zsigmond, Németh Andor, Sértő Kálmán, Somlyó Zoltán, Szép Ernő, Szini Gyula, Tersánszky Józsi Jenő, Zsolt Béla írásai.

## A lap illusztrátorai
Grafikát 1927-ig sokat közölt: állandó munkatársa volt Sajó Sándor, de gyakran megjelentek a Tollban Gallas Nándor, Kóra-Korber Nándor és Tibor Ernő rajzai, illusztrációi is.